# Thomas Creevey
Thomas Creevey (né le 5 mars 1768 et mort le 5 février 1838) était un politicien anglais connu pour ses documents qui furent publiés en 1903.

## Biographie
Creevey était le fils de William Creevey, un marchand de Liverpool, et est né dans cette même ville. Il étudia au Queens' College, à Cambridge, et obtint son diplôme comme 7e Wrangler en 1789. En novembre de la même année il fut admis à l'Inner Temple et fut appelé au barreau en 1794. En 1802, il entra au Parlement, à travers la nomination du duc de Norfolk, comme représentant de Thetford (en). Il épousa Eleanor Ord, veuve de William Ord, le 16 juin 1802.
Creevey était un Whig et un partisan de Charles James Fox. Son intellect actif et ses qualités sociales lui procurèrent de l'intimité avec les dirigeants du cercle politique. En 1806, lorsque le bref ministère All the Talents fut formé, Creevey reçut la fonction de secrétaire du Board of Control (en) ; en 1830, lorsque son parti revint de nouveau au pouvoir, Creevey, qui avait perdu son siège au Parlement, fut nommé trésorier de l'Ordnance (en) par Lord Grey, puis Trésorier de l'hôpital de Greenwich par Lord Melbourne. Creevey est également connu pour avoir été le premier civil à interroger le duc de Wellington après la bataille de Waterloo en juin 1815. Lui et son épouse, qui était malade à cette époque, étaient en voyage à Bruxelles lorsque Napoléon fut défait par les forces britanniques et prussiennes près de la frontière belge. Lors de leur entrevue au quartier-général de Wellington, Creevey nota la célèbre citation du duc à propos de la bataille (« It was a near run thing. The nearest run thing you ever saw in your life. »).
Après 1818, à la suite de la mort de sa femme, il ne disposa plus que de ses propres faibles moyens, mais sa popularité l'aida et nombre de ses amis l'entretinrent ; son association étroite avec Lord Sefton, mena certains à conclure qu'ils étaient des demi-frères naturels — rumeur dont Creevey lui-même semblait se faire le complice. Charles Greville, écrivant à propos de Creevey en 1829, remarqua : « Le vieux Creevey est une preuve vivante qu'un homme peut être parfaitement heureux et extrêmement pauvre. Je pense qu'il est le seul homme que je connais dans la société qui ne possède rien. »
Ses documents, publiés en 1903 sous la direction d'Herbert Maxwell et composés en partie du propre journal de Creevey et en partie de sa correspondance, donnent une image vivante et précieuse de la vie politique et sociale de l'époque géorgienne tardive et sont caractérisés par un franc-parler presque pepysien. Ces documents sont un complément utile et une correction des Croker Papers, écrits d'un point de vue Tory.
Trente-six années durant Creevey avait gardé un « agenda copieux » et avait préservé une vaste correspondance, avec de nombreuses personnes comme Lord Brougham, et sa belle-fille, Elizabeth Ord, l'avait aidé en gardant les lettres qu'il lui avait adressées et en compilant de nombreux documents pour une future collection de « Creevey Papers ».